# Сребарна природни резерват
Сребарна природни резерват (бугарски: Природен резерват Сребърна) је резерват природе у североисточној бугарској покрајини Добричка област (Добрич), поред истоименог села, 2 км од Дунава и 18 км западно од града Силистра.
Постоје три легенде о настанку његовог имена: прва каже да је језеру име дао кану Сребристу који је погинуо у неправедној бици против Печенеза крај језера; друга спомиње брод препун сребра који је наводно потонуо у језеру; а трећа, најувјерљивија, каже да је језеро добило име по сребрнастом одсјају за време пуног месеца.
Језеро Сребарна с околином се налази на миграцијском путу птица селица између Европе и Африке, Виа Понтика. Резерват је дом за 139 врста биљака од којих је 11 угрожених врста, као и 39 врсте сисара, 21 врсте рептила и амфибија, 10 врста риба, али је најпознатији као дом за 179 врсте птица које се гнезде у овом подручју као што су: Далматински пеликан, Црвенокљуни лабуд, Сивонога гуска, Плавоврати славуј, Чапље и Вранци.
Резерват природе је основан још 1948., а Рамсарска конвенција је заштитила ово подручје 1979., да би постао УНЕСКО-ва Светска баштина 1983. године. Резерват је проширен 1992. и 2003. године и данас се простире на 6 km² заштићеног подручја око језера и 5,4 km² око тог подручја. Језеру дубина варира од 1 до 3 м, а у близини је изграђен и музеј с колекцијом препарираних животиња које живе на том подручју.
- Језеро Сребарна
- Музеј Сребарна
- Далматински пеликан у музеју
- Пролеће 2010.
- Вегетација уз језеро